# Mamanuca
Mamanuca est un archipel situé dans l'océan Pacifique près de l' île Viti Levu, appartenant aux Fidji.

## Liste des îles
L'archipel comprend vingt îles :
- Beachcomber
- Île Bounty
- Eori
- Kadavulailai
- Kadomo
- Malolo
- Malolo lailai
- Mana
- Matamanoa
- Monu
- Monuriki, où fut tourné le film Seul au monde en 2000.

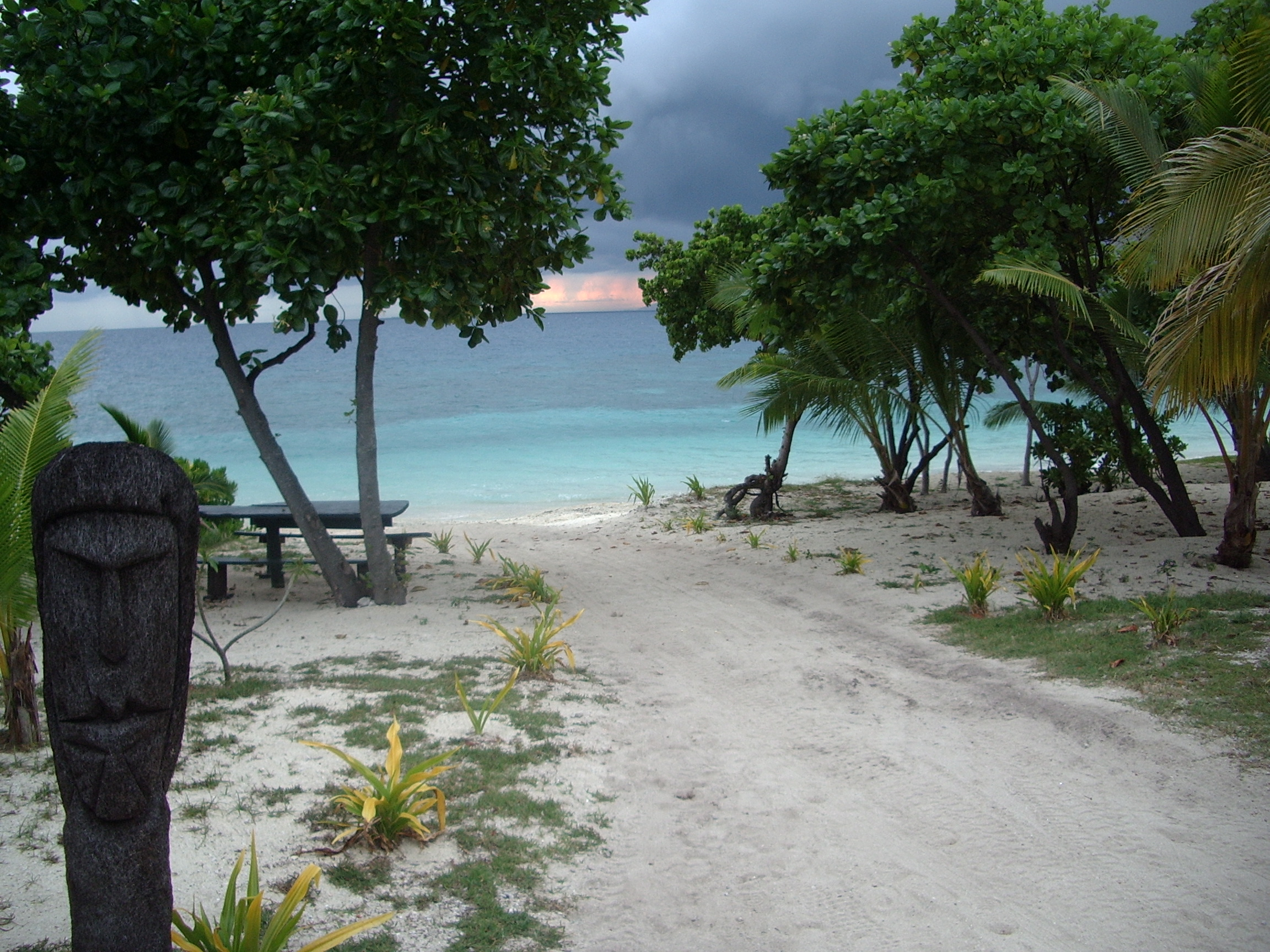
île Bounty, Mamanuca, Fiji

- Namotu
- Nautanivono
- Navadra
- Navini
- Qalito
- Tavarua
- Tovoriki
- Treasure
- Vomo
- Yanuya